# Картинная галерея (Билефельд)
Картинная галерея, Билефельд (нем. Kunsthalle Bielefeld) — музей современного искусства в Билефельде, Германия. Он сочетает в себе функции музея с коллекцией собственных произведений, своей историей и выставками мирового современного искусства.

## Здание
Музей расположен в центре восточной Вестфалии, между старым городом Билефельда и краем Тевтобургского леса. Со стороны переднего фасада здания открывается вид на церковь святой Марии в новом городе.
Здание Кунстхалле Билефельд является одним из наиболее примечательных строений города. Музей был спроектирован и построен по международному образцу американским архитектором Филиппом Джонсоном в период с 1966—1968 г. Здание было реставрировано в 2002 году при поддержке спонсоров музея. Современная конструкция здания из красного кирпича имеет форму куба и обладает иллюминацией.

## Коллекция и выставки
Кунстхалле Билефельд — это одновременно и музей, и выставочный центр. Сегодняшняя коллекция музей базируется на работах в стиле экспрессионизма, международной скульптуры и современного искусства. Постоянной коллекцией музея считается коллекция 20-го века, которая включает в себя работы Пикассо, Сони и Роберта Делоне, Макса Бекмана, Мэна Рэй, членов творческого объединения «Синий всадник» и «Мост», конструктивистов 1920-х годов во главе с Ласло Мохой-Надь и Оскаром Шлеммером, и более современными работами 1970-80-х г. У музея есть свой сад с коллекцией скульптур Огюста Родена, Генри Мура, Ричарда Серра, Олафура Элиассона и других скульпторов современности. Помимо расширения постоянной коллекции, музей организует временные выставки, предоставляет организованные туры с гидами, обучающие развлекательные мероприятия для детей и библиотеку.

## Библиотека
Библиотека Кунстхалле Билефельд специализируется на литературе, посвященной изобразительному искусству. Арсенал библиотеки включает в себя каталоги выставок, энциклопедии, монографии, инвентарные списки других выставочных залов и обширный ассортимент журналов. Библиотека является членом рабочей группы художественных и музейных библиотек (нем. AKMD — Arbeitskreis der Kunst- und Museumsbibliotheken).